# Aléxisz Cíprasz
Aléxisz Cíprasz (görög betűkkel: Αλέξης Τσίπρας; Athén, 1974. július 28. –) görög politikus. A 2015. január 25-i előrehozott parlamenti választásokat megnyerő  SZIRIZA vezetőjeként lett miniszterelnök. Január 26-án tette le esküjét, de nem hagyományos módon, a görög pátriárcha jelenlétében, Istenre esküdve, hanem ateista módon, a köztársasági elnök előtt.